# Кріобот

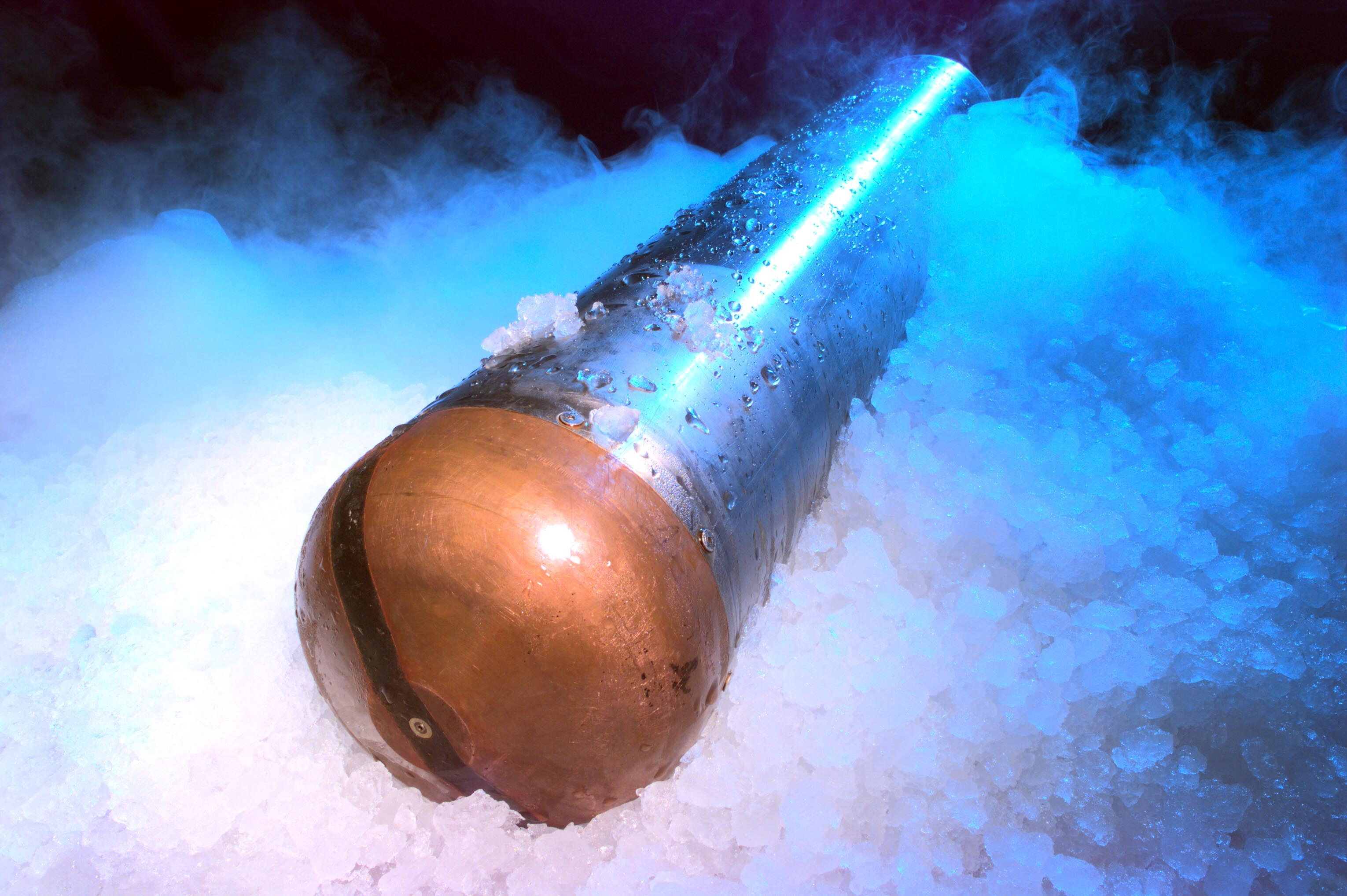
Прототип кріобота

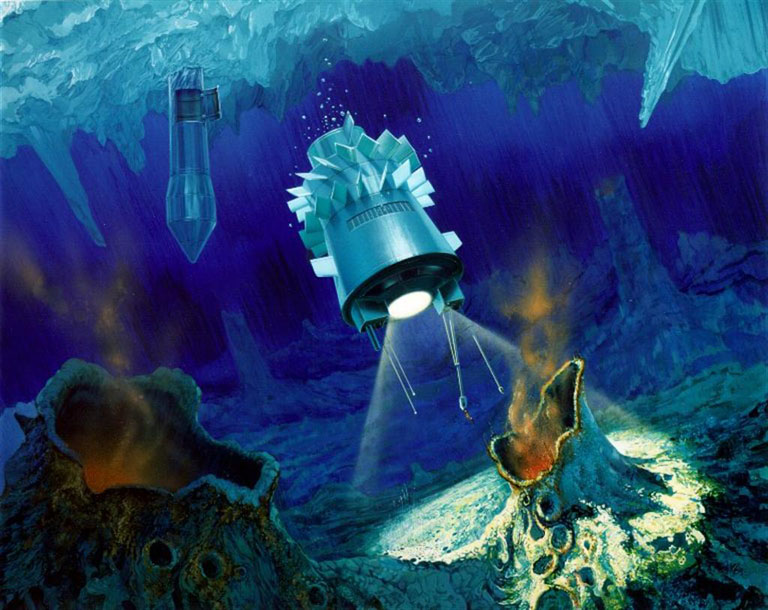
Уявлення художника про кріобота, який розгортає гідробота

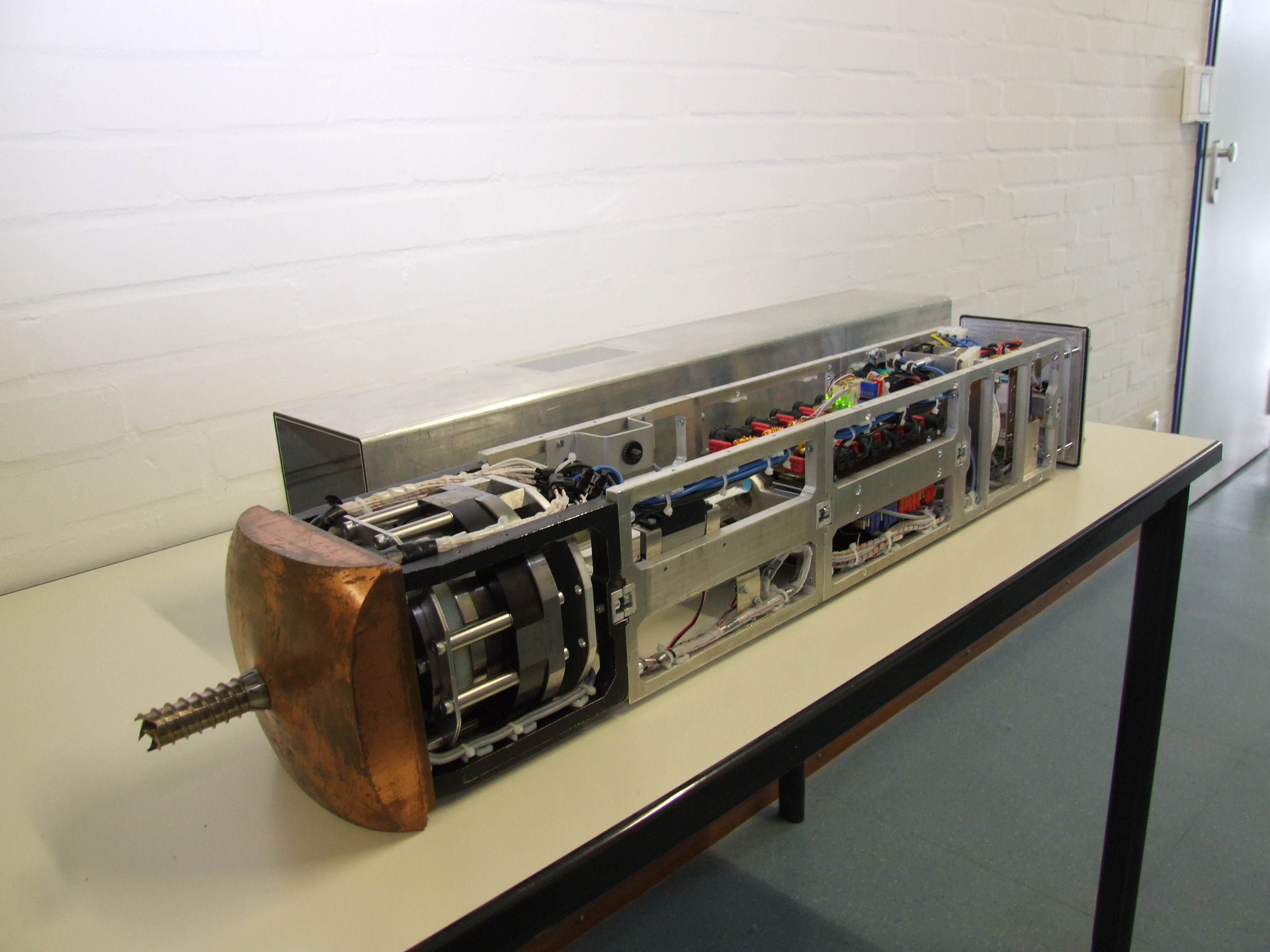
Прототип IceMole, подальший розвиток

Кріобот або зонд Філберта — це робот, який може проникати крізь водяний лід. Кріобот використовує тепло, щоб розтопити лід, і силу тяжіння, щоб опускатися вниз.

## Особливості та технологія
Кріобот — це оснащений інструментами, керований з поверхні транспортний засіб, здатний проникати крізь полярні крижані покриви на глибину до 3 600 метрів (11 800 фут) за допомогою плавлення. Якщо його побудують, він, ймовірно, вимірюватиме температуру, напругу, рух льоду, а також сейсмічні, акустичні та діелектричні властивості. Така концепція також може бути використана для інших досліджень з дистанційним обладнанням. Загальна концепція використовує гарячу точку для плавлення, прилади для функцій керування та вимірювання, провідні котушки для з’єднання зонда з поверхнею для передачі живлення та вимірювальних сигналів.

## Історія
Кріобот був винайдений німецьким фізиком Карлом Філбертом, який вперше продемонстрував його в 1960-х роках у рамках Міжнародної гляціологічної Гренландської експедиції (EGIG), досягаючи глибини буріння понад 1 000 метрів (3 300 фут) . У 1973 році британські вчені в Антарктиді виконали радіолокаційну підлідну зйомку і виявили можливе озеро. У 1991 році європейський супутник дистанційного зондування ERS-1 підтвердив відкриття в 1973 році великого озера під шаром льоду товщиною чотири кілометри, яке тепер називається озером Восток. Озеро, яке є п’ятим за розміром прісноводним озером у світі, вважається незабрудненим. У 2002 році НАСА планувало використовувати кріобота для дослідження озера, але проект не відбувся.
У 2011 році NASA виділило Stone Aerospace 4 мільйони доларів на фінансування фази 2 проекту VALKYRIE (англ. Very-Deep Autonomous Laser-Powered Kilowatt-Class Yo-Yoing Robotic Ice Explorer).  Цей проект спрямований на створення автономного кріобота, здатного розтопити величезну кількість льоду. Джерело живлення зонда відрізняється від багатьох інших конструкцій тим, що воно покладається не на ядерну енергію для утворення тепла, а скоріше на потужність високоенергетичного лазера, що подається на нього через волоконно-оптичний кабель. Це вигідно, оскільки згідно з Договором про Антарктику ядерні зонди заборонено випробувати в Антарктиці. Фаза 2 проекту VALKYRIE складалася з тестування зменшеної версії кріобота на льодовику Матануска на Алясці в 2015 році. Після успіху цих місій на третьому етапі проекту використовується повномасштабна версія кріобота, щоб розтопити шлях до підлідного озера, зібрати зразки та знову вийти на поверхню. Він мав радар на зонді, інтегрований з інтелектуальним алгоритмом для автономного відбору наукових проб і навігації. Випробування проводилося в 2017 році на зонді під назвою "Архімед".
Stone Aerospace інтегрувала свій підводний апарат ARTEMIS з лазерною технологією VALKYRIE, щоб розробити складний кріобот під назвою SPINDLE (англ. Sub-glacial Polar Ice Navigation, Descent, and Lake Exploration). Цей третій етап проекту буде розглядатися як попередник можливих майбутніх місій до крижаних супутників Європи та Енцелада для дослідження рідкої води океанів, які, як вважають, присутні під їхнім льодом, та оцінки їх потенційної придатності для проживання.